# Kadmos z Miletu
Kadmos z Miletu był, według niektórych źródeł starożytnych, najstarszym z logografów. Ci współcześni historycy, którzy uznają to za prawdę, umiejscawiają go około roku 550 p.n.e.; inni uważają go za postać mityczną. 
Myląca informacja Księgi Suda wymienia trzech ludzi o tym imieniu: twórcę alfabetu greckiego; syna Pandiona, pierwszego jakoby literata piszącego prozą i żyjącego nieco po Orfeuszu, autor opowieści o założeniu miasta Milet i ogólnie o Jonii w czterech księgach; wreszcie syna Archelaosa, autora historii Attyki w czternastu księgach oraz kilku poematów o treści erotycznej. Jak podkreślał Dionizjusz z Halikarnasu (Judicium de Thucydide, rozdz. 23) w jego czasach prace przypisywane Kadmosowi uznawane były za sfałszowane, a dwie pierwsze księgi były przypuszczalnie kopiami prac Fenicjanina Kadmosa, rzeczywistego wynalazcy pisma, które przypisano Milezyjczykowi. 
Należy zauważyć w tym miejscu, że stare rody milezyjskiej arystokracji chętnie wywodziły się od tego sławnego Fenicjanina, lub jego towarzyszy. Treść notatki o trzecim Kadmosie z Miletu jest zupełnie niejasna; nie wiadomo do końca, czy była to jedna z dwóch pierwszych postaci, czy też postać historyczna, na temat której późniejsze zapisy zaginęły.